# 石原繪理子
石原繪理子（1983年5月16日—），出生於日本神奈川縣，是一名前AV女優、81Produce曾所屬聲優。2004年11月11日因被其聲優公司發現在成人影片制造商MOODYZ拍攝而遭解僱，同時引退聲優與AV女優的行業。現況不明。

## 主要出演作品

### 電視動畫
- 變異體少女（荒川）
- 向北。～Diamond Dust Drops～（茜木溫子）
- 哈姆太郎（ひまわりの妖精、其他）
- 魔法咪路咪路 Golden（ジュウイチロー）

### 遊戲
- 向北。～Diamond Dust Drops～（茜木溫子）
- 貯金大冒險 Great 時空之冒險者（ルッコラ）
- 秋之回憶：從今以後（鷺澤緣）

### 廣播
- （文化放送網上廣播，2004年1月～3月）

## 外部連結
- http://www.moodyz.com/actress/-/detail/=/id=3836/ （页面存档备份，存于）（18禁）